# Чемпионат мира по шоссейным велогонкам 1954
27-й чемпионат мира по шоссейному велоспорту проходил в немецком городе Золингене с 21 по 22 августа 1954 года. Он стал третьим на территории Германии/ФРГ.
В рамках чемпионата были проведены шоссейные групповые гонки среди мужчин у любителей и профессионалов.

## Призёры
| Велогонка                      | Золото                     | Серебро               | Бронза                           |
| ------------------------------ | -------------------------- | --------------------- | -------------------------------- |
| Мужчины                        |                            |                       |                                  |
| Групповая гонка. Профессионалы | Луисон Бобе · Франция      | Фриц Шер · Швейцария  | Шарли Голь · Люксембург          |
| Групповая гонка. Любители      | Эмиль ван Каутер · Бельгия | Ханс Андресен · Дания | Мартин ван дер Борг · Нидерланды |

## Медальный зачёт
*   Принимающая страна (ФРГ)
| Место          | Страна         | Золото | Серебро | Бронза | Всего |
| -------------- | -------------- | ------ | ------- | ------ | ----- |
| 1              | Бельгия        | 1      | 0       | 0      | 1     |
| 1              | Франция        | 1      | 0       | 0      | 1     |
| 3              | Дания          | 0      | 1       | 0      | 1     |
| 3              | Швейцария      | 0      | 1       | 0      | 1     |
| 5              | Люксембург     | 0      | 0       | 1      | 1     |
| 5              | Нидерланды     | 0      | 0       | 1      | 1     |
| Всего стран: 6 | Всего стран: 6 | 2      | 2       | 2      | 6     |